# Domingo Cavallo

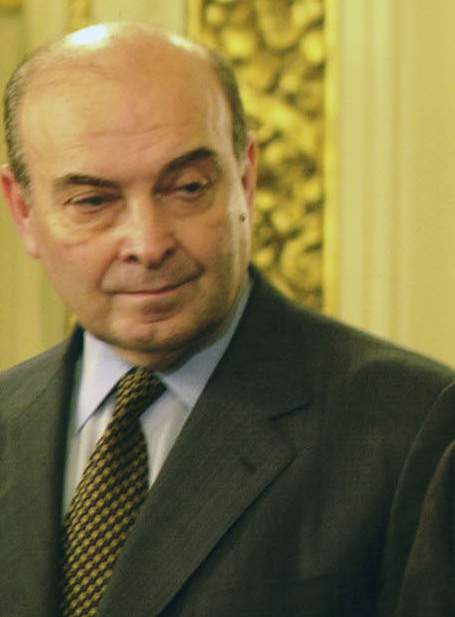
Domingo Cavallo

Domingo Felipe „Mingo“ Cavallo (* 21. Juli 1946 in San Francisco, Argentinien) ist ein argentinischer Ökonom und Politiker. Er bekleidete zwischen 1989 und 1991 das Amt des Außenministers und zwischen 1991 und 1996 sowie zwischen März und Dezember 2001 den Posten des Wirtschaftsministers in seinem Heimatland.

## Leben
Cavallo erlangte das Lizenziat in Wirtschaft sowie den Doktortitel der Wirtschaftswissenschaften an der Universidad Nacional de Córdoba, 1977 zog er in die USA und promovierte an der Harvard University in Wirtschaftswissenschaften (PhD in Economics).
Cavallo war zunächst Mitglied des Partido Justicialista (Peronisten) und gilt als Vater der sogenannten Convertibilidad, eines wirtschaftlichen Programmes von 1991, mit dem er während seiner Amtszeit als Wirtschaftsminister erfolgreich die Inflation bekämpfte, indem er den Peso 1:1 an den US-Dollar koppelte. 1996 schied er jedoch wegen parteiinterner Differenzen aus dem Amt, weil Cavallo um den Wirtschaftskurs seiner Regierung zu retten Sozialleistungen für Rentner, Familien und Angestellte kürzen wollte.
Nach seinem Ausscheiden aus der Regierung verließ er auch den Partido Justicialista und gründete eine eigene Partei namens Acción por la Política.
Er kandidierte bei den Präsidentschaftswahlen 1999 und belegte mit 10,2 % den dritten Platz hinter Fernando de la Rúa.
Dieser berief ihn 2001 ins Amt des Wirtschaftsministers, um die sich anbahnende Wirtschaftskrise zu stoppen. Doch auch er konnte nichts mehr gegen den freien Fall der argentinischen Wirtschaft tun. Am 20. Dezember 2001 schied er nach Protesten der Bevölkerung erneut aus dem Amt, nachdem er die Sperrung aller Bankguthaben verfügte (Corralito).
Im Herbst 2003 und Herbst 2004 war er Gastprofessor der Wirtschaftswissenschaften an der Harvard University.

## Werke
- mit Sonia Cavallo Runde: Argentina’s Economic Reforms of the 1990s in Contemporary and Historical Perspective. Europa, London 2018, ISBN 978-1-85743-975-5.